# Stade de Cuyès
Pour les articles homonymes, voir Maurice Boyau et Boyau.
Ne doit pas être confondu avec le stade Maurice-Boyau, construit dans les années 1950.
Le stade de Cuyès ou champ de Cuyès, également connu en tant que stade Maurice-Boyau, est un stade omnisports situé à Dax dans le département des Landes.
Inauguré en 1885, il est entre autres le stade accueillant les sections rugby à XV et cyclisme de l'Union sportive dacquoise omnisports, avant que l'équipe de rugby ne déménage au Parc municipal des sports vers 1958. À la suite de la construction de ce dernier, les équipements sportifs de Cuyès sont détruits.
Après la Première Guerre mondiale, il est rebaptisé en l'honneur de Maurice Boyau. Près de 40 ans après sa destruction, il est l'homonyme du Parc municipal des sports, lui aussi renommé stade Maurice-Boyau vers 2000 ; afin de le différencier, il est généralement désigné d'après son nom original, stade de Cuyès.

## Historique
En 1885, le club de cyclisme du Véloce Club dacquois entreprend la construction d'un vélodrome permanent, en terre et d'une longueur de 400 mètres, sur le terrain du quartier de Cuyès de la ville de Dax ; inauguré le 27 septembre 1885, il est alors le premier équipement de ce genre en France,,. L'enceinte sportive est temporairement convertie en 1890 en jardin municipal par la ville, propriétaire du terrain. Alors que le Véloce Club dacquois retrouve la possibilité de s'installer à Cuyès deux ans plus tard, le vélodrome est réaménagé en 1894, avant d'être abandonné en 1897 avec la fin des activités du Véloce Club.
Vers 1900, deux sociétés sportives de la ville de Dax, le Véloce Sport dacquois et le Stade dacquois, pratiquant respectivement le cyclisme et le rugby, obtiennent le droit de pratiquer sur le terrain du quartier de Cuyès ; ces contacts conduiront en avril 1903 à l'union des deux associations sportives, formant le club omnisports de l'Union sportive dacquoise. La ville loue le terrain à l'USD pour un franc par jour.
En 1905, un fronton y est édifié en parallèle de la création de la section pelote basque,,. Un nouveau vélodrome cimenté de 250 mètres y est également aménagé, inauguré le 10 juillet,.
Le terrain est par la suite réaménagé dans la fin des années 1920, les vieilles tribunes étant remplacées par des tribunes aux gradins rouges et blancs. Quelque temps après la disparition de Maurice Boyau en 1918, as de l'aviation mort pour la France pendant la Première Guerre mondiale et joueur du club dacquois de 1907 à 1909, le stade de Cuyès est rebaptisé stade Maurice-Boyau en l'honneur de ce dernier peu après la guerre,,.

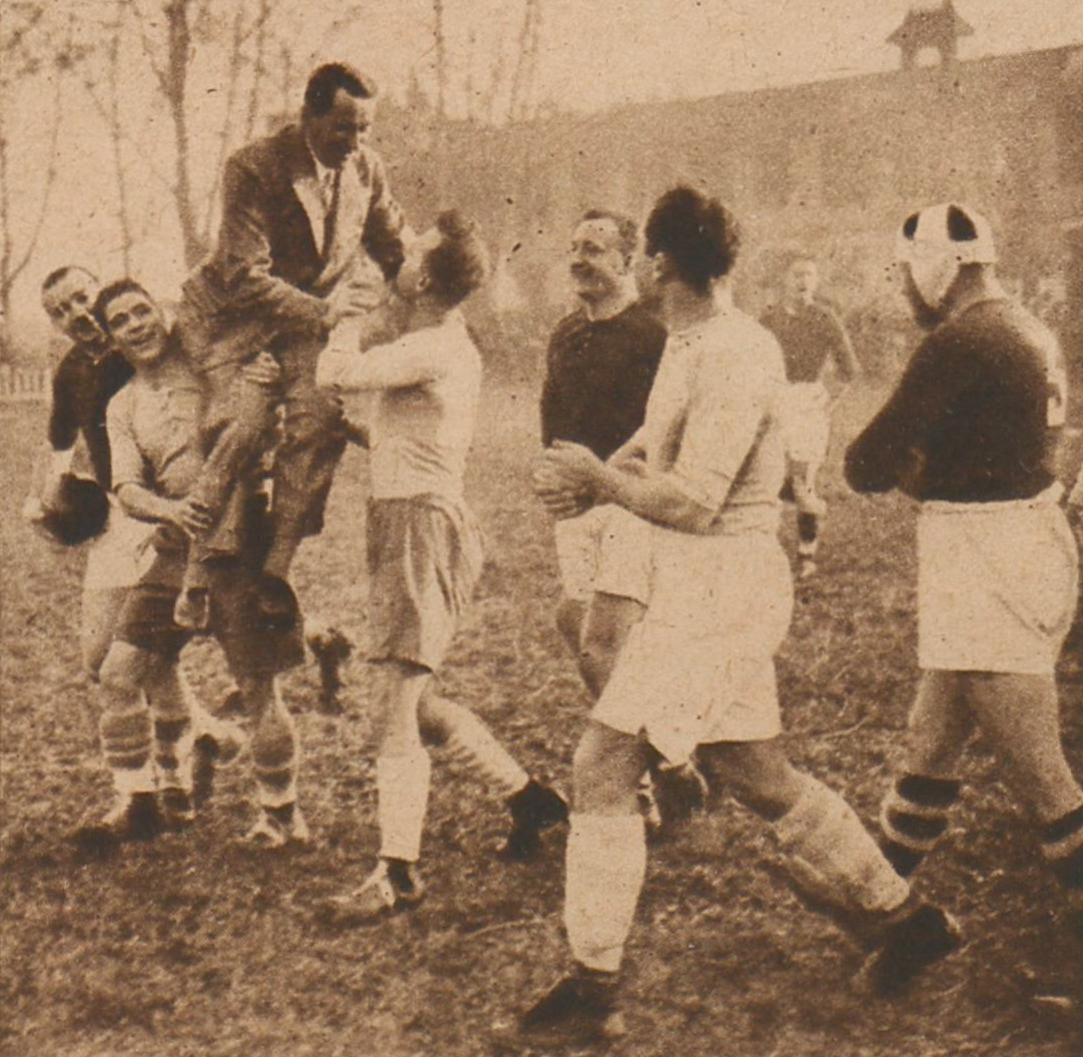
En 12 1930, le président Abel Guichemerre porté par les joueurs de rugby avant le coup d'envoi d'un match de sélection pour le remercier d'avoir assuré son organisation.

En 1930, en amont de l'organisation d'un match de sélection pour le compte de la Fédération française de rugby, le premier dans la ville de Dax, le président de la section rugby de l'US Dax, Abel Guichemerre, entreprend l'agrandissement des tribunes du stade Maurice-Boyau, pour un montant de 50 000 francs,,,. Ces nouvelles installations seront peu après détruites par un incendie dans la nuit du 30 novembre au 1er décembre 1931,, et une nouvelle rénovation a lieu avant d'être inaugurées en janvier 1932. En parallèle du terrain de rugby, le vélodrome fait lui aussi l'objet de réhabilitations dans les années 1930, avec l'implantation de nouvelles tribunes, puis d'un système d'éclairage autour de la piste en 1932, permettant la tenue de compétitions nocturnes,.
Une fois le Parc municipal des sports inauguré en 1958, l'enceinte sportive du quartier de Cuyès est abandonnée, avant de laisser place au lycée de Borda,, agrandi entre 1962 et 1965, et dont les premiers bâtiments étaient déjà édifiés depuis 1902. Abandonné, le vélodrome fait l'objet d'une rénovation en 1959. En 1961, les tribunes sont déménagées par la municipalité vers l'hippodrome de la commune.

## Structures et équipements
Le stade de Cuyès est principalement composé d'un terrain destiné à la pratique du rugby à XV ainsi que d'un vélodrome. Le premier borde les bâtiments de l'école supérieure de Dax,,.
Des parcelles destinées à l'athlétisme juxtaposent le terrain de rugby, tandis que le fronton de pelote basque se trouve à proximité du vélodrome.
En 1934, deux terrains de tennis en terre battue sont présents sur le terrain, alors à disposition du club de tennis dacquois de l'époque.

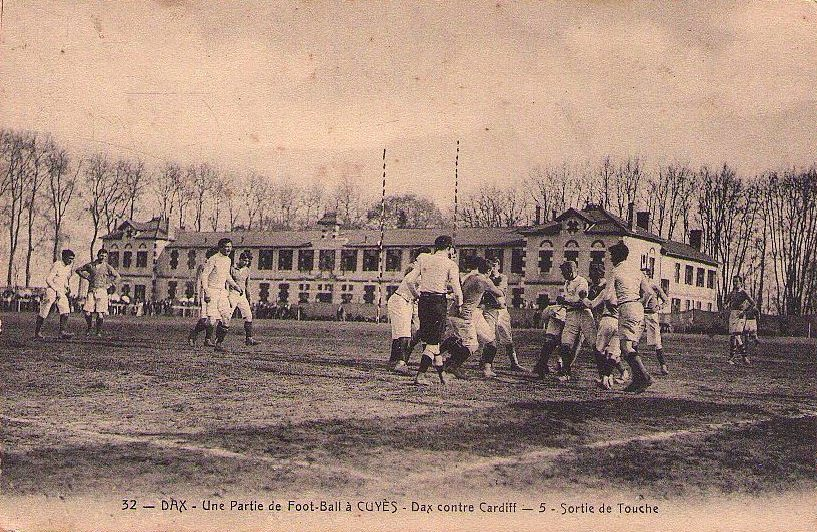
Le terrain de « rugby football » lors d'une rencontre entre Dax et Cardiff.
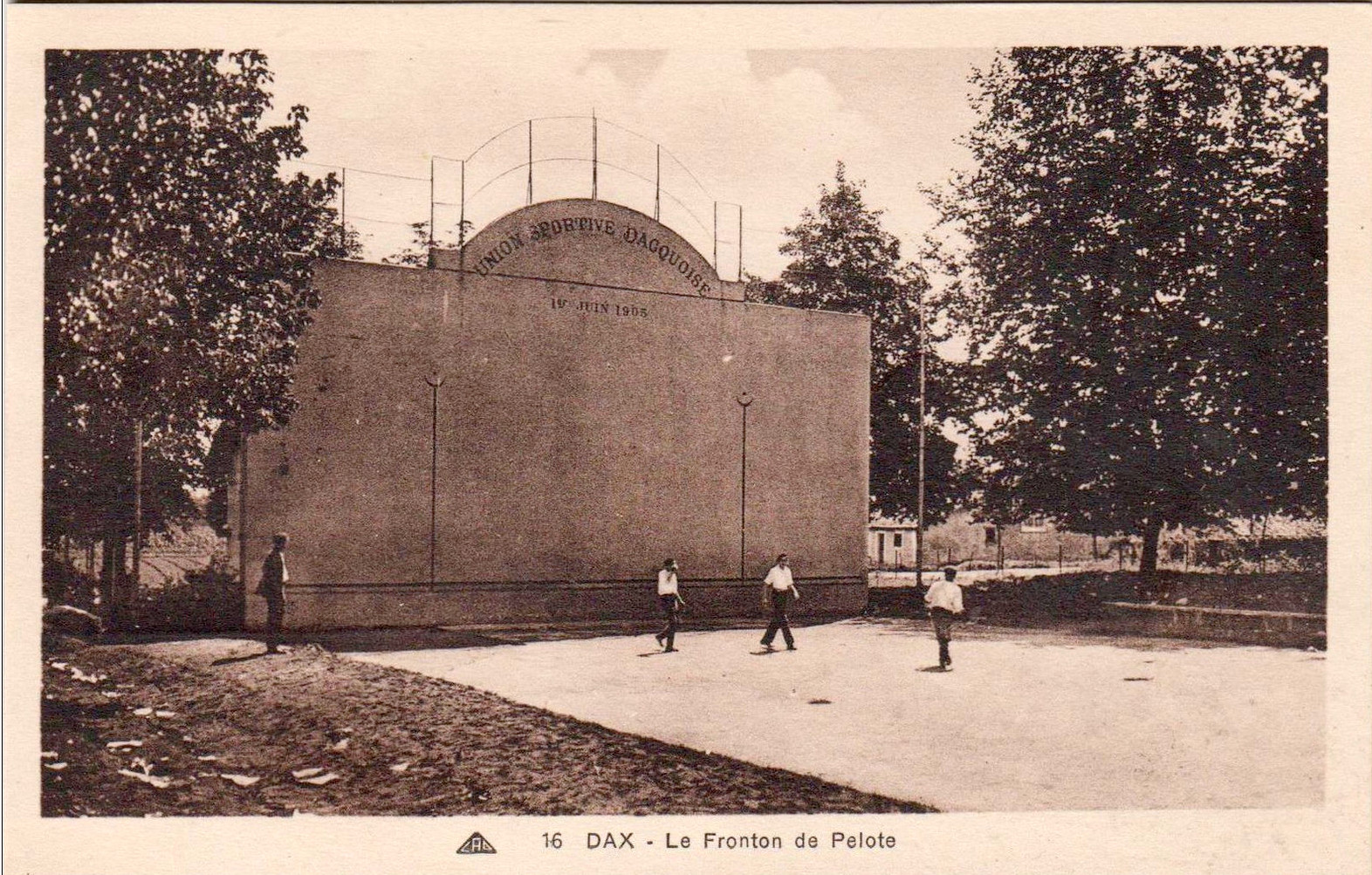
Le fronton de pelote.
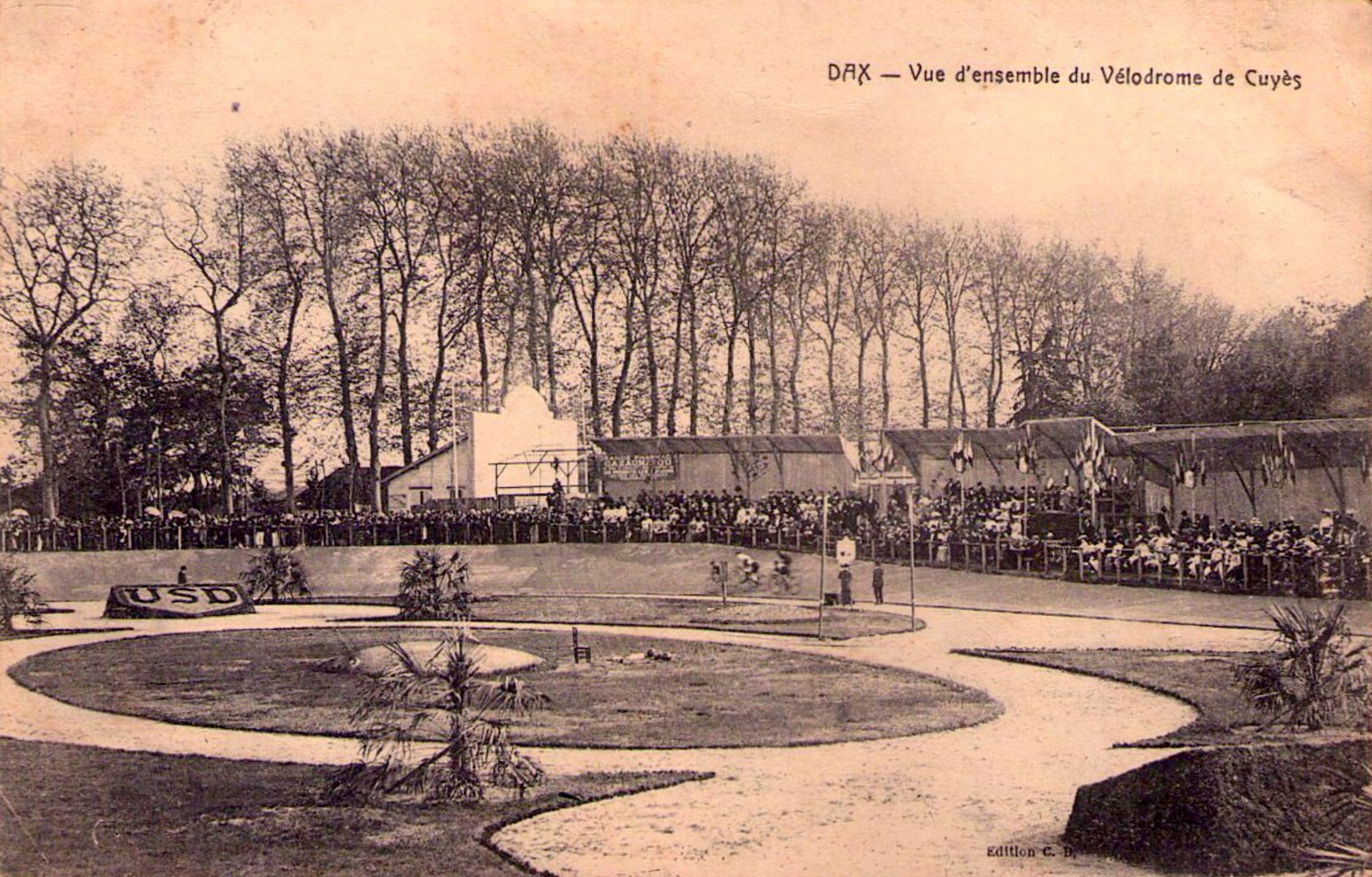
Le vélodrome.
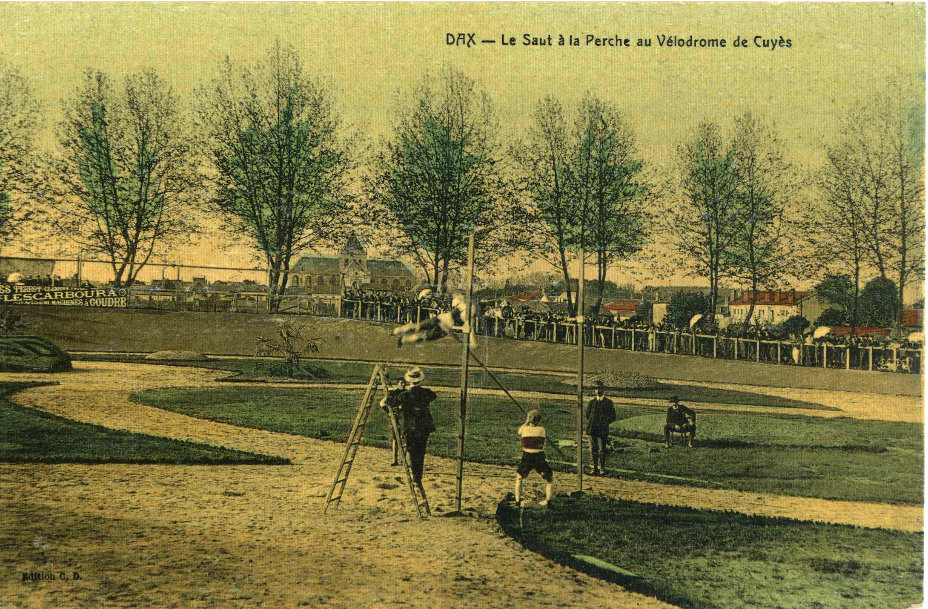
Des équipements d'athlétisme aménagés sur l'aire du vélodrome.

## Utilisations du stade
Le stade de Cuyès est principalement utilisé par les sections du club omnisports de l'Union sportive dacquoise, en particulier par celles de rugby, de cyclisme, de pelote basque et d'athlétisme.